# Assemblée nationale (Équateur)
Pour les autres articles nationaux ou selon les autres juridictions, voir Assemblée nationale.
Ve législature
Congrès national
Palais législatif (es)
L'Assemblée nationale (en espagnol : Asamblea Nacional) est l'organe monocaméral qui exerce le pouvoir législatif du gouvernement de l'Équateur après avoir remplacé le Congrès national en 2008.

## Système électoral

Sièges par province.

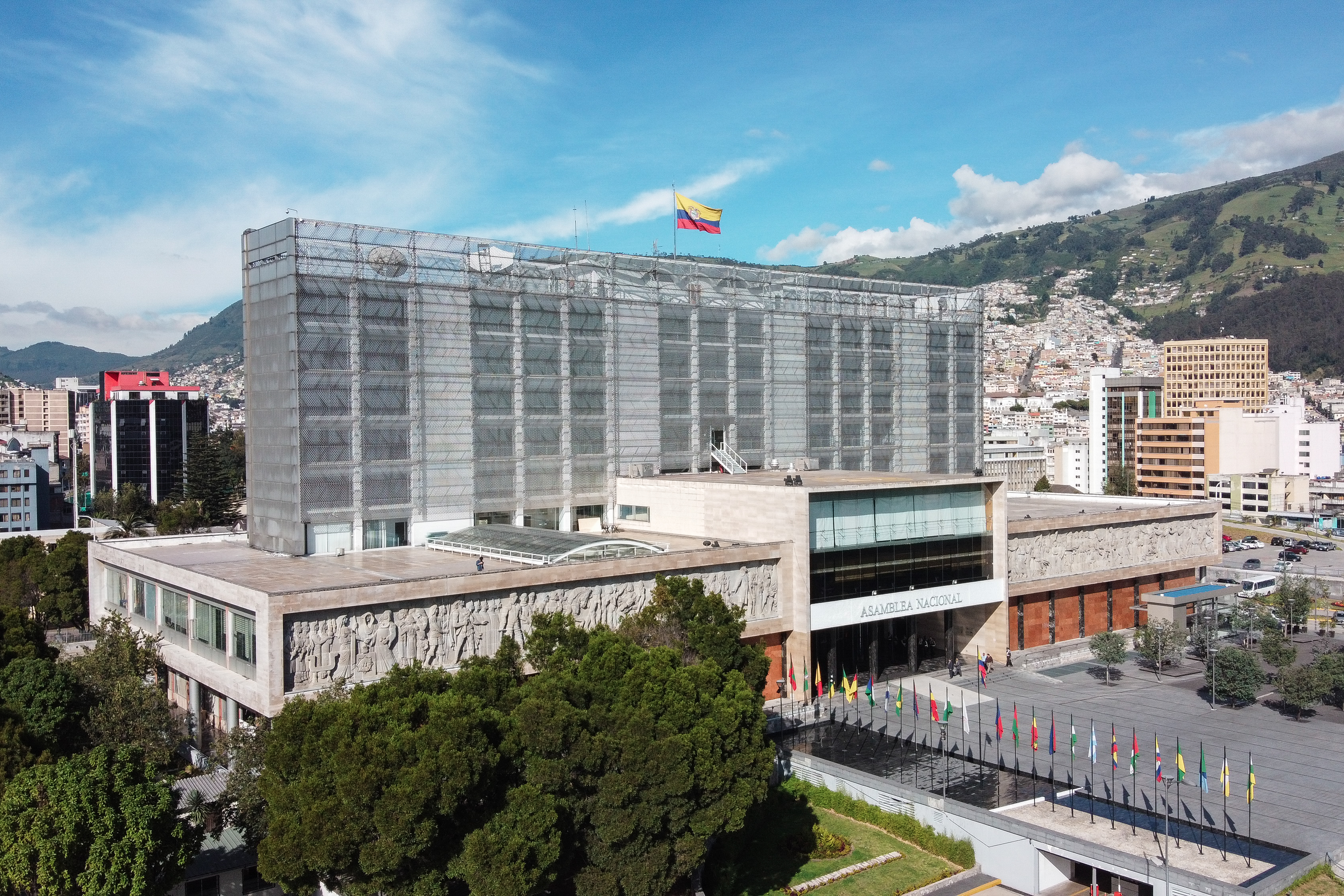
Le palais législatif de l'Équateur, à Quito.

L'Assemblée nationale est composée de 151 sièges pourvus pour quatre ans selon un mode de scrutin mixte principalement proportionnel.
Sur ce total, 130 sièges sont pourvus au scrutin proportionnel plurinominal avec listes ouvertes dans 31 circonscriptions de 2 à 6 sièges appelés districts. Chacune des 24 provinces correspond à un district à l'exception des trois plus peuplées — Guayas, Pichincha et Manabí —, qui sont subdivisées en plusieurs districts : quatre pour les provinces du Guayas et du Pichincha, deux pour la province du Manabí. Le nombre de sièges par province varie ainsi entre 2 pour les provinces les moins peuplées et 20 pour celle du Guayas. Après décompte des suffrages, les sièges sont répartis à la proportionnelle dans chaque district selon la méthode D'Hondt.
À ces sièges s'ajoutent 15 autres également pourvus au scrutin proportionnel plurinominal dans une unique circonscription nationale, répartis selon la méthode de Sainte-Laguë.
Enfin, 6 sièges réservés à la diaspora des Équatoriens vivant à l'étranger sont pourvus dans trois circonscriptions de deux sièges chacune au scrutin majoritaire plurinominal. Les électeurs disposent de deux voix qu'ils attribuent à raison d'une voix par candidats. Après décompte des suffrages, les deux candidats arrivés en tête dans chaque circonscription sont élus.
Les listes doivent obligatoirement alterner entre candidats de chaque sexe. Les députés sont par ailleurs limités à un maximum de deux mandats, consécutifs ou non.
L'âge minimum ouvrant le droit de vote est de 16 ans, et le vote est obligatoire de 18 à 65 ans.